# Flerbo
En planteart er flerbo hvis planterne både bærer tvekønnede og enkønnede blomster, eller hvis nogle bærer tvekønnede blomster mens andre bærer enkønnede blomster.